# Chùa Đại Bi (Hungary)
Chùa Đại Bi, tên tiếng Hungary là Dai Bi Szentély, nằm ở thành phố Simontornya, tỉnh Tolna, Hungary.

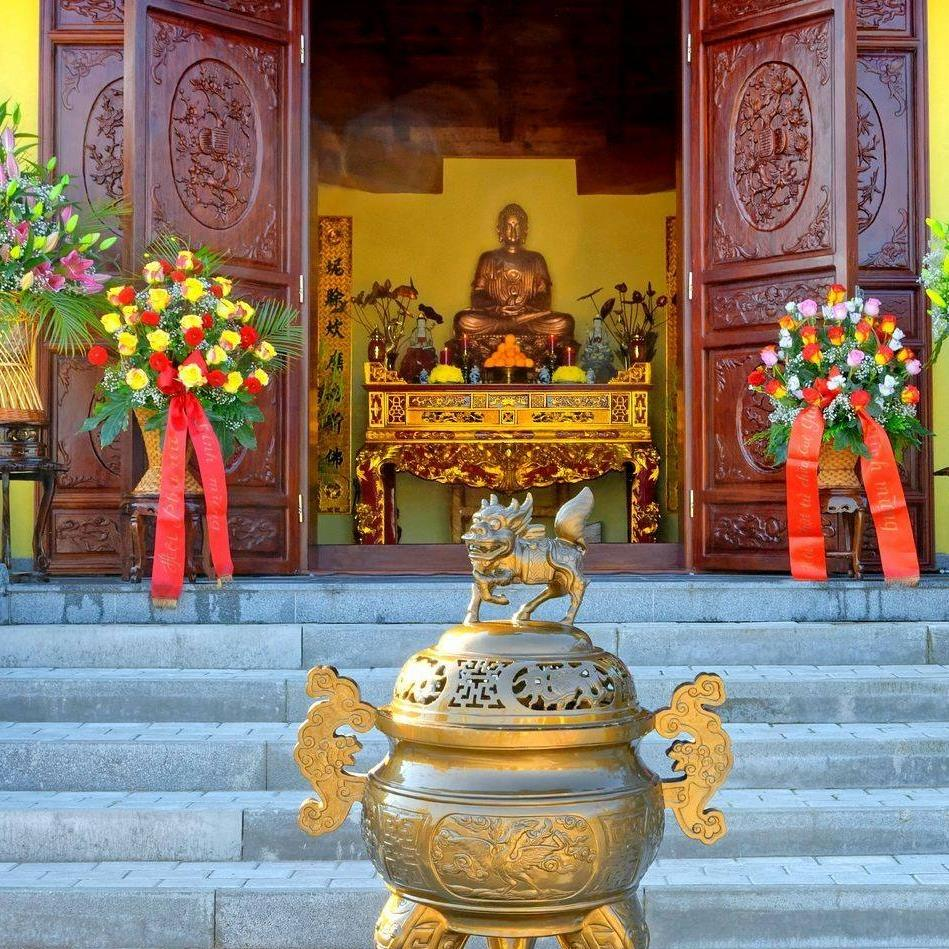

## Lịch sử
Chùa Đại Bi là ngôi chùa Việt đầu tiên được chính thức cấp phép xây dựng và hoạt động tại Hungary. Chùa Đại Bi được xây dựng bằng nguồn tài chính ủng hộ của Quỹ vì quan hệ Việt Nam – Hungary, chủ tịch đương thời là bà Phan Bích Thiện, và thuộc sở hữu của toàn xã hội Hungary, phục vụ cho tất cả các Phật tử cũng như những người yêu kính đạo Phật khắp nơi trên thế giới.
Chùa được khánh thành vào ngày 19/09/2018 (nhằm ngày 10 tháng 08 năm Mậu Tuất). Lễ Khánh thành chùa Đại Bi hoan hỉ trước sự quang lâm của đoàn chư Tăng gồm 8 vị từ Giáo hội Phật giáo Việt Nam. Lễ Khánh thành còn được trân trọng đón tiếp ông Hầu A Lềnh, Ủy viên BCH Trung ương Đảng, Phó Chủ tịch, Tổng Thư ký Ủy ban Trung ương Mặt trận Tổ quốc Việt Nam.

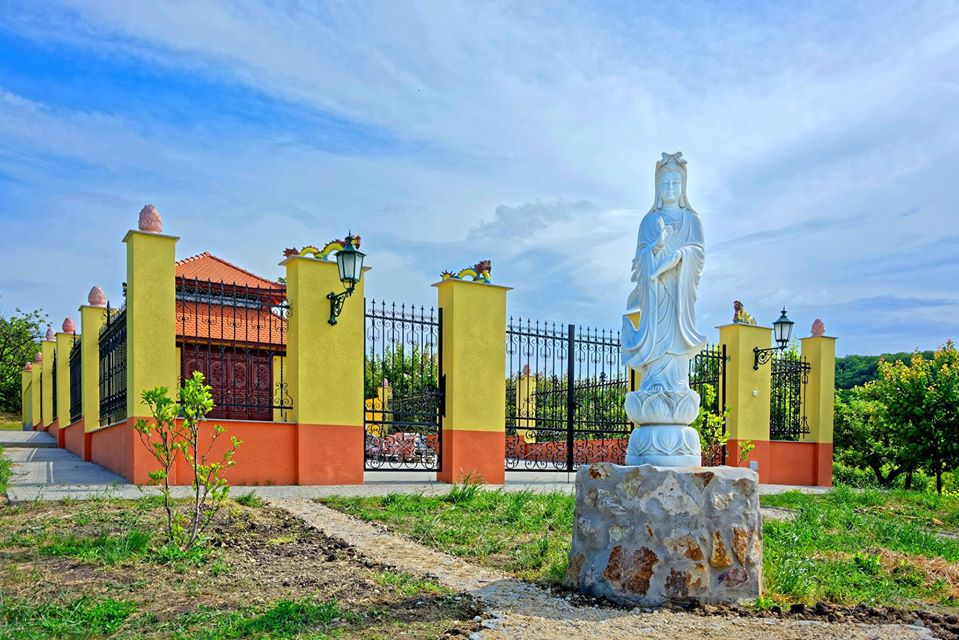

Chùa ngoài bàn thờ Phật, còn có bàn thờ Quốc Tổ Hùng Vương.

## Nội thiết

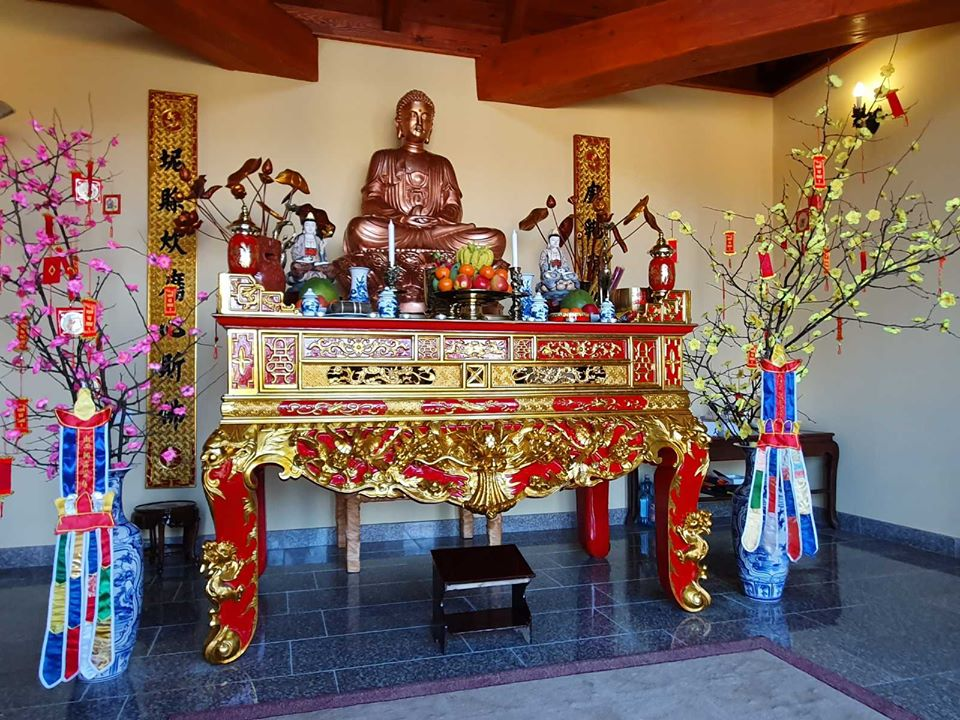

Chùa được xây trên đồi tạo thế „tựa sơn hướng thủy" (lưng tựa vào núi, mặt hướng ra sông). Với quan niệm „ở đâu có người Việt, ở đó có chùa", ngôi chùa Đại Bi tuy không lớn nhưng mang phong cách hoàn toàn thuần túy Việt Nam với mái kép cong và rồng chầu trên mái. Trước cửa chùa là nơi ngự của quan văn và quan võ, ngoài ra chuông chùa được đúc từ Huế, nơi được xem là cái nôi của Phật giáo Việt Nam, sân chùa còn được bao quanh với hàng cột đỡ đèn hình hoa sen làm bằng đá hoa cương. Bất cứ ngôi chùa Việt nào cũng không thể thiếu vườn cây hoa quả, góp phần tôn thêm vẻ thanh tịnh và yên ắng nơi đất Phật. Tất cả đồ vật trong chánh điện cũng như Tam Bảo đều được thỉnh từ Việt Nam sang. Tượng Phật A Di Đà được đúc bằng đồng đỏ đặc trưng nặng 500 kg, trong khi tượng Quan Thế Âm Bồ Tát và Đại Thế Chí Bồ Tát được làm từ đá xanh sang trọng. Cửa chùa được làm đúng theo phong cách cửa chùa Việt Nam, làm từ gỗ và được chạm trỗ với tứ linh (long, lân, quy, phụng) và tứ quý (tùng, cúc, trúc, mai).